# The Word Is Live
The Word Is Live è un cofanetto di 3 CD di registrazioni live che ripercorrono la carriera del gruppo di rock progressivo britannico Yes dagli esordi fino al 1988.

## Descrizione
The Word Is Live, pubblicato nel 2005 da Rhino Records, viene considerato la controparte live della retrospettiva In a Word: Yes del 2002. I brani ripercorrono la storia degli Yes dall'ingresso del chitarrista Steve Howe (1970) fino al tour di Big Generator (1987).
Molti dei brani sono registrazioni dal vivo di performance in trasmissioni radiofoniche per la BBC e altre radio. In alcuni casi, specialmente per quanto riguarda brani dei primi anni settanta la qualità del suono è piuttosto povera. Ciononostante, The Word Is Live è stato apprezzato dai fan come documento sull'evoluzione dello stile delle esibizioni live del gruppo.
Il titolo dell'album è un gioco di parole sulla frase the word is love (in lingua italiana, “la parola è amore”): questo verso è infatti la seconda parte del ritornello di “Time and a Word”, canzone dell'album omonimo:
(Time and a Word)
Il titolo fa riferimento inoltre al brano dei Beatles “The Word” sull'album Rubber Soul.

## Tracce

### Disco 1
1. Then (Jon Anderson) - 5:25
2. For Everyone (Jon Anderson/Chris Squire) - 4:44
  - Tracce 1-2: BBC, 1970
3. Astral Traveller (Jon Anderson) - 7:24
4. Everydays (Stephen Stills) - 11:01
  - Tracce 3-4: Göteborg, 1971
5. Yours Is No Disgrace (Jon Anderson/Chris Squire/Steve Howe/Tony Kaye/Bill Bruford) - 11:45
6. I've Seen All Good People (Jon Anderson/Chris Squire) - 7:52
7. America (Paul Simon) - 16:21
8. It's Love (Felix Cavaliere/Eddie Brigati) - 11:07
  - Tracce 5-7: Londra, 1971

### Disco 2
1. Apocalypse (Jon Anderson/Chris Squire/Steve Howe/Bill Bruford) - 3:08
2. Siberian Khatru (Jon Anderson/Steve Howe/Rick Wakeman) - 10:10
3. Sound Chaser (Jon Anderson/Chris Squire/Steve Howe/Alan White) - 11:17
  - Tracce 1-3: Detroit, 1976
4. Sweet Dreams (Jon Anderson/David Foster) - 6:22
  - Traccia 4: Londra, 1975
5. Future Times (Jon Anderson/Chris Squire/Steve Howe/Rick Wakeman/Alan White) / Rejoice (Jon Anderson) - 6:59
6. Circus of Heaven (Jon Anderson) - 4:52
  - Tracce 5-6: Oakland, 1978
7. The Big Medley - 25:53
Time and a Word (Jon Anderson/David Foster)
Long Distance Runaround (Jon Anderson)
The Fish (Chris Squire)
Survival (Jon Anderson)
Perpetual Change (Jon Anderson/Chris Squire)
Soon (Jon Anderson/Chris Squire/Steve Howe/Alan White/Patrick Moraz)
  - Traccia 7: Inglewood, 1978
8. Hello Chicago (Jon Anderson/Chris Squire/Steve Howe/Rick Wakeman/Alan White) - 2:11
9. Roundabout (Jon Anderson/Steve Howe) - 8:42
  - Tracce 9-10: Chicago, 1979

### Disco 3
1. Heart of the Sunrise (Jon Anderson/Chris Squire/Bill Bruford) - 10:56
  - Traccia 1: Oakland, 1978
2. Awaken (Jon Anderson/Steve Howe) - 17:53
  - Traccia 2: Chicago, 1979
3. Go Through This (Steve Howe) - 4:21
4. We Can Fly from Here (Geoff Downes/Trevor Horn) - 6:46
5. Tempus Fugit (Geoff Downes/Trevor Horn/Steve Howe/Chris Squire/Alan White) - 5:53
  - Tracce 3-5: New York City, 1980
6. Rhythm of Love (Jon Anderson/Chris Squire/Trevor Rabin/Tony Kaye) - 6:42
7. Hold On (Jon Anderson/Chris Squire/Trevor Rabin) - 7:24
8. Shoot High, Aim Low (Jon Anderson/Chris Squire/Trevor Rabin/Tony Kaye/Alan White) - 8:27
9. Make It Easy/Owner of a Lonely Heart (Jon Anderson/Chris Squire/Trevor Rabin/Trevor Horn) - 6:09
  - Tracce 6-9: Houston, 1988

## Classifiche
The Word Is Live (Rhino R2 78234) non entrò nella classifica inglese e nemmeno in quella degli Stati Uniti.